# Malvino Salvador
Malvino Salvador, all'anagrafe Malvino Ramos Salvador (Manaus, 31 gennaio 1976), è un attore e modello brasiliano.

## Biografia
Discendente di portoghesi, è nato e cresciuto a Manaus, dove ha vissuto fino all'età di 25 anni. Nella sua città natale di giorno lavorava come impiegato di banca e di notte studiava per conseguire la laurea presso l'Università Federale di Amazonas (UFAM). Dopo aver partecipato a sfilate di moda per divertimento, si è trasferito a San Paolo, dove ha iniziato a lavorare come modello in campagne pubblicitarie e ha seguito un corso di teatro per iniziare la sua carriera di attore. Durante i suoi anni da indossatore, Salvador è stato seguito da Carlos Alexandre Oliveira Correa, che lo ha prima inserito nel casting dell'agenzia di modelle Duomo, per poi trasferirlo alle agenzie BRM Models e L'equipe.
Ha preso parte nel 2004 alla sua prima telenovela Cabocla, interpretando Tobias, importante personaggio della trama. Per questo ruolo è stato proclamato attore rivelazione dell'anno nel suo Paese. In seguito è stato scritturato per diverse altre produzioni televisive, tra cui  Cabocla, Alma Gêmea, A Favorita, Fina Estampa, Guerra dos sexos, Amor à vida, Sol Nascente
Dal 2005 è attivo anche nel cinema; ha vinto un premio per il ruolo svolto in Cine Centímetro, un cortometraggio.

## Vita privata
Malvino Salvador pratica boxe e jiu-jitsu, discipline sportive anche di molti dei personaggi che ha interpretato in tv.
Ha frequentato l'attrice Isis Valverde dal novembre 2006 all'aprile 2007. È diventato nel 2009 padre di Sofia, frutto di una breve relazione con l'imprenditrice Ana Ceolin da Silva. Dal 2010 al 2014 ha avuto una relazione con l'attrice Sophie Charlotte.
Ha iniziato a frequentare la lottatrice di jiu-jitsu Kyra Gracie nel 2013. I due stanno insieme ancora oggi e hanno tre figli: Ayra, nata l'8 settembre 2014, Kyara, nata il 13 ottobre 2016, e l'unico maschio Rayan, nato il 9 gennaio 2021.
Politicamente è anticomunista e ha dichiarato di considerare favorevolmente Jair Bolsonaro, amico personale della famiglia di Kyra Gracie. Non nutre invece ostilità per il mondo LGBT, avendo anche impersonato nella telenovela A Dona do Pedaço un bisessuale che bacia sulla bocca un altro uomo, interpretato dall'attore Guilherme Leicam.